# Montmorency-Beaufort
Montmorency-Beaufort é uma comuna francesa na região administrativa de Grande Leste, no departamento de Aube. Estende-se por uma área de 9,38 km². Em 2010 a comuna tinha 140 habitantes (densidade: 14,9 hab./km²).